# Instytut Ekonomiki Przemysłu Chemicznego
Instytut Ekonomiki Przemysłu Chemicznego – jednostka organizacyjna Ministerstwa Przemysłu Chemicznego, powołana w celu prowadzenie prac naukowo-badawczych i rozwojowych na potrzeby przemysłu chemicznego.

## Powołanie Instytutu
Na podstawie zarządzenia Prezesa Rady Ministrów z 1974 r. w sprawie utworzenia Instytutu Ekonomiki Przemysłu Chemicznego ustanowiono Instytut. Powołanie Instytutu pozostawało w ścisłym z ustawą z 1961 r. o instytutach naukowo-badawczych.
Instytut powstał w drodze przekształcenia Zakładu Badań Ekonomicznych oraz Resortowego Ośrodka Informacji Naukowo-Technicznej i Ekonomicznej „ROINTE” Instytutu Chemii Przemysłowej.
Nadzór nad Instytutem sprawował Minister Przemysłu Chemicznego. Siedzibą Instytutu było m.st. Warszawa.

## Przedmiot działania Instytutu
Przedmiotem działania Instytutu było prowadzenie prac naukowo-badawczych, rozwojowych oraz wdrożeń w zakresie:
- makroekonomii,
- metodologii rachunku ekonomicznego,
- organizacji zarządzania,
- marketingu,
- informacji naukowo-technicznej i ekonomicznej,
- działalności wydawniczej.

## Kierowanie Instytutem
Na czele Instytutu stał dyrektor, który kierował samodzielnie działalnością Instytutu i był za nią odpowiedzialny. Dyrektora i jego zastępców powoływał i odwoływał Minister Przemysłu Chemicznego.

## Rada Naukowa
W instytucie powołano Radę Naukową, której zadaniem było:
- opiniowanie projektu budżetu,
- opiniowanie działalności i planu prac Instytutu,
- inicjowanie prac naukowo-badawczych,
- innych czynności określonych w statucie.

## Wydatki i dochody
Wydatki i dochody Instytutu objęte były budżetem Państwa w części dotyczącej Ministerstwa Przemysłu Chemicznego.